# Jedlina-Zdrój (stacja kolejowa)
Jedlina-Zdrój – stacja kolejowa w Jedlinie-Zdroju, w Polsce, w województwie dolnośląskim, w powiecie wałbrzyskim, otwarta 15 października 1880 roku razem z linią kolejową z Nowej Rudy do Wałbrzycha Głównego. Jest stacją węzłową, stąd początek bierze linia kolejowa nr 266/285 do Świdnicy Miasto i Wrocławia.

## Ruch pasażerski
| Rok  | Wymiana pasażerska na dobę |
| ---- | -------------------------- |
| 2017 | 20-49                      |
| 2022 | 20-49                      |

## Historia
W 1968 roku na stacji w Jedlinie-Zdroju zrealizowano część zdjęć do filmu Lalka.
Władze miasta zabiegały w 2007 roku o przejęcie budynku dworca i jednego z tuneli pod Małym Wołowcem. Deklarowano zagospodarowanie obiektów na cele turystyczne.